# Víctor Zúñiga
Víctor Manuel Zúñiga Medina (Nezahualcóyotl, Estado de México, 21 de marzo de 1996) es un futbolista profesional mexicano, se desempeña como delantero en el Venados FC del Ascenso MX.

## Trayectoria

### Cruz Azul
Sergio Bueno hace que debute de titular en la jornada 1 contra Monarcas Morelia en el Torneo Apertura 2015.
En la Copa MX entrando al segundo tiempo hace gol en contra de Juárez FC, pasando a la semifinal.

## Clubes
| Club                | País   | Año         |
| ------------------- | ------ | ----------- |
| Cruz Azul           | México | 2015 - 2018 |
| Venados Fútbol Club | México | 2018 -      |

### Campeonatos amistosos
| Título            | Club      | País   | Año  |
| ----------------- | --------- | ------ | ---- |
| Súper Copa Tecate | Cruz Azul | México | 2017 |